# Ralf Kölbel
Ralf Kölbel (* 1968 in Rodewisch) ist ein deutscher Jurist und Hochschullehrer an der Ludwig-Maximilians-Universität München.

## Leben
Kölbel studierte von 1990 bis 1995 Rechtswissenschaften an der Universität Jena. Dort legte er 1995 sein Erstes Juristisches Staatsexamen ab. Es folgte die Promotion, die er im März 1997 bei Günther Kräupl abschloss. 2005 habilitierte Kölbel sich in Jena für die Fächer Strafrecht und Strafprozessrecht.
Nach Lehrstuhlvertretungen an den Universitäten Dresden und München trat Kölbel 2008 die Professur für Strafrecht, Strafprozessrecht und Kriminalpolitik an der Deutschen Hochschule der Polizei Münster an. Von April 2009 bis 2013 hatte er den Lehrstuhl für Kriminologie, Strafrecht und Strafverfahrensrecht an der Universität Bielefeld inne. 2013 wechselte er an die Universität München auf den Lehrstuhl für Strafrecht und Kriminologie, den er seitdem innehat.
Ralf Kölbel ist verheiratet und Vater von drei Kindern.

## Veröffentlichungen (Auswahl)
- Rücksichtslosigkeit und Gewalt im Straßenverkehr. Eine kriminologisch-strafrechtliche Untersuchung. Peter Lang, Frankfurt am Main 1997, ISBN 978-3-631-31981-9. (Dissertation)
- Selbstbelastungsfreiheiten. Der nemo-tenetur-Satz im materiellen Strafrecht. Duncker & Humblot, Berlin 2006, ISBN 978-3-428-12039-0. (Habilitationsschrift)
- Ralf Kölbel & Lena Bork: Sekundäre Viktimisierung als Legitimationsformel. Duncker & Humblot, Berlin 2012, ISBN 978-3-428-13779-4.
- Ulrich Eisenberg und Ralf Kölbel: Kriminologie. 7. Auflage. Mohr Siebeck, Tübingen 2017, ISBN 978-3-16-153013-5.